# Isla Cabrales
Isla Cabrales är en ö i Chile.   Den ligger i regionen Región de Aisén, i den södra delen av landet, 1 700 km söder om huvudstaden Santiago de Chile.